# Lillers
Lillers là một xã trong vùng Hauts-de-France, thuộc tỉnh Pas-de-Calais, quận Béthune, tổng Lillers. Tọa độ địa lý của xã là 50° 33' vĩ độ bắc, 02° 28' kinh độ đông. Lillers nằm trên độ cao trung bình là 29 mét trên mực nước biển, có điểm thấp nhất là 18 mét và điểm cao nhất là 88 mét. Xã có diện tích 26,90 km², dân số vào thời điểm 1999 là 9775 người; mật độ dân số là 363 người/km².

## Thông tin nhân khẩu
| 1926  | 1931  | 1936  | 1946  | 1954  | 1962  | 1968  | 1975  | 1982  | 1990  | 1999  |
| ----- | ----- | ----- | ----- | ----- | ----- | ----- | ----- | ----- | ----- | ----- |
| 8 507 | 8 364 | 8 314 | 8 557 | 8 629 | 9 158 | 9 436 | 9 421 | 9 509 | 9 666 | 9 775 |

## Nhân vật nổi tiếng
- Henri Leconte: vận động viên quần vợt